# Innisfail (Alberta)
Innisfail è un comune del Canada, (town) , situato nella provincia dell'Alberta, nella divisione No. 8.